# Robertus monticola
Robertus monticola là một loài nhện trong họ Theridiidae.
Loài này thuộc chi Robertus. Robertus monticola được Eugène Simon miêu tả năm 1914.